# 张安妮
张安妮（2003年—），女，安徽蚌埠人，原安徽蚌埠市蚌山小学学生，为民运人士張林之女。因涉事而被迫失学而被稱為「中国最小良心犯」。

## 「让安妮上学」
在2013年前，张安妮在原籍安徽蚌埠市的蚌山小学就学。2013年年初寒假前，其父张林突然带张安妮到合肥市琥珀小学（西区）要求转学，合肥校方要求其按时办理相应的转学手续，张林表示会在新学期开学时办好。
而后，張安妮「被抓」的消息在網路开始流傳。「北京维权人士」胡石根傳送《立即制止对安徽张林父女非法侵害》「呼吁书」，要求安徽省黨政部門制止非法侵害，并追查惩处相关责任人员。。
张安妮的姐姐张儒莉自2012年秋起，在合肥的大学展开英语专业的学业。
自4月7日开始，陆续有网友及民主人士赶赴合肥支持安妮「恢复学业」，刘卫国及「秀才江湖」、陈云飞、冉云飞等微博「名人」亦赶往协助。4月12日，合肥小学就相关事件回应说，张安妮家属若不办妥转学手续，安妮就应当回原籍的蚌山小学复学。
4月14日，「某网友」在现场看到「幾名人大代表」「因不明原因」于4月13日「取消参选资格」。救助安妮实际行动包括有由律师刘卫国、康素萍、陈绍棠、胡臣、何士林、李化平等人于4月10日发起24小时接替绝食绝水行动、北京时间4月10日晚八点起「网友」每晚在合肥市国家教育部门前点燃蜡烛的声援烛光晚会等。一个多星期内，共有五六百来自各地的「网友」前往现场声援。4月16日，合肥声援安妮的现场被包围，现场人员「手机被屏蔽」。截止上午10时27分，现场已「人去屋空」，只有特警客车驻扎。小区内知情者介绍：「早上八点多来很多特警把人全抓了，包括宾馆的，没人反抗。」此外，四名維權人士及公民記者因為关注张安妮失學處境而遭中共當局行政拘留，記者無國界組織4月26日「公開」要求當局釋放「公民記者」孫林。
2013年7月19日，张林被蚌埠警方以“涉嫌聚众扰乱公共场所秩序罪”刑事拘留。2013年9月初，张林好友姚诚带张安妮、其姐张儒莉、还有安妮母亲，一起到上海美领馆办理赴美手续，3日晚姚诚被警方拘捕。7日中午，搁置合肥大学学业的姐姐张儒莉陪同张安妮，从上海浦东机场乘机奔赴美国。有美领馆工作人员前往送行。美国西部时间9月7日上午八点到达旧金山机场。美国政治团体“妇权无疆界”的负责人瑞秋到机场迎接，并成为张安妮在美国的监护人。